# Lydia Makhubu
Lydia Phindile Makhubu (sinh ngày 1 tháng 7 năm 1937) là một cựu giáo sư hóa học, nhà hóa học Eswatini đã nghỉ hưu, trưởng khoa và phó hiệu trưởng của Đại học Eswatini.
Cô được sinh ra tại vùng Usuthu Mission ở Eswatini. Cha mẹ cô là giáo viên, nhưng cha cô cũng làm trong các phòng khám sức khỏe. Cô tiếp xúc sớm với y học khá sớm; ban đầu cô muốn trở thành bác sĩ, nhưng sau đó chuyển sang ngành hóa học.
Makhubu tốt nghiệp trường Cao đẳng Piô XII (nay là Đại học Quốc gia Lesotho) ở Lesotho với học vị Cử nhân năm 1963. Nhờ học bổng Khối thịnh vượng chung Canada, cô đã có được bằng ThS. hóa học hữu cơ từ Đại học Alberta vào năm 1967, sau đó là bằng tiến sĩ trong ngành hóa dược từ Đại học Toronto năm 1973, trở thành người phụ nữ Eswatini đầu tiên lấy bằng tiến sĩ.
Cô trở về quê hương trở thành giảng viên khoa hóa học Đại học Eswatini năm 1973, trưởng khoa từ năm 1976 đến 1980, giảng viên cao cấp năm 1979, giáo sư chính thức vào năm sau, và phó hiệu trưởng từ năm 1988 đến 2003. Nghiên cứu của cô tập trung vào tác dụng y học của các loài thực vật được sử dụng bởi các thầy lang Eswatini truyền thống.
Cô đã nhận được nhiều khoản tài trợ và giải thưởng, bao gồm cả khoản tài trợ của Quỹ MacArthur (1993-1995), và bằng tiến sĩ danh dự từ nhiều trường đại học, bao gồm cả bác sĩ luật của Đại học Saint Mary năm 1991.
Cô kết hôn với bác sĩ phẫu thuật Daniel Mbatha; họ có một con trai và một con gái.